# Ulrich Tista von Liebstein
Ulrich Tista von Liebstein (Oldřich Tista z Hedčan auch Oldřich Tista z Libštejna) († vermutlich 1379) war von 1354 bis 1371 Burggraf des Kaisers Karl IV. auf Burg Bösig. Als magister fabriciae leitete er den Bau der Burg Karlsfried bei Zittau und legte den Hirschberger Großteich an. Während dieser Zeit baute er sich auch über dem Fluss Beraun seine neue Burg Libštejn, welche 1361 erstmals erwähnt wird. Nachdem er aus den Diensten des Kaisers ausgeschieden war, lebte er in Weißwasser, dort genannt der alte Burggraf.
| Personendaten    | Personendaten                                       |
| ---------------- | --------------------------------------------------- |
| NAME             | Tista von Liebstein, Ulrich                         |
| ALTERNATIVNAMEN  | Tista z Hedčan, Oldřich; Tista z Libštejna, Oldřich |
| KURZBESCHREIBUNG | Burggraf des Kaisers Karl IV.                       |
| GEBURTSDATUM     | 14. Jahrhundert                                     |
| STERBEDATUM      | unsicher: 1379                                      |